# Acanthophyllum brevibracteatum
Acanthophyllum brevibracteatum là loài thực vật có hoa thuộc họ Cẩm chướng. Loài này được Lipsky mô tả khoa học đầu tiên năm 1889.